# Ebana
Ebana, Esbael (em grego clássico: ECBAHA) ou Esbana (em grego clássico: ECBANA)  foi um governante do Reino de Axum, que reinou de 439 a cerca de 500.

## Reinado
Pouco se sabe de sua história, o pouco que sabemos chegou ao nosso conhecimento das moedas cunhadas durante o seu reinado. Provavelmente Ebana foi irmão de Nezana (Nezol) e de Tazena (Usas),   e os três eram filhos de Ela Amida.   As moedas em ouro têm legendas gregas. Na frente, em algumas de suas moedas podemos ver EB ANA, seu nome e uma cruz no anteverso (cara). No reverso (coroa) podemos ler as seguintes inscrições: EB + ANA + BAC + AEA + C (basa baba, bisi baba).  Suas moedas foram encontradas em grande parte na Península Arábica.